# Cotoneaster campanulatus
Cotoneaster campanulatus es una especie de planta del género Cotoneaster, perteneciente a la familia Rosaceae.

## Taxonomía
Cotoneaster campanulatus fue descrita por Jeanette Fryer y Bertil Hylmo en 2009.

## Distribución
Se encuentra en el territorio centro-sur de China y el Tíbet.